# بهارلو (قروه)
بهارلو، روستائی از توابع بخش دلبران در شهرستان قروه در استان کردستان ایران است.